# Hesperotychus tenellus
Hesperotychus tenellus är en skalbaggsart som först beskrevs av Leconte 1851.  Hesperotychus tenellus ingår i släktet Hesperotychus och familjen kortvingar. Inga underarter finns listade i Catalogue of Life.